# NGC 2053
NGC 2053 (другое обозначение — ESO 86-SC17) — рассеянное скопление в созвездии Золотой Рыбы, расположенное в Большом Магеллановом Облаке. Открыто Джоном Гершелем в 1837 году. У изофот этого скопления различаются и эксцентриситеты, и направления больших полуосей. Возраст скопления составляет порядка 70 миллионов лет.
Этот объект входит в число перечисленных в оригинальной редакции «Нового общего каталога».